# Christian Heinrich Wolke

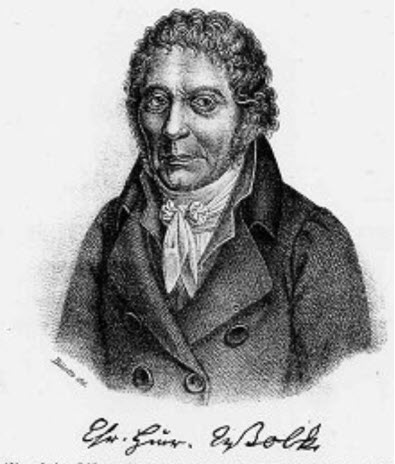
Porträt Christian Heinrich Wolke

Christian Heinrich Wolke oder Christian Hinrich Wolke (* 21. August 1741 in Jever; † 8. Januar 1825 in Berlin) war ein deutscher Reformpädagoge.

## Leben
Wolke war der Sohn eines Landwirts und Viehhändlers und der Tochter eines Landgutbesitzers und stammte aus Jever. Erst im Alter von 20 Jahren besuchte er ab 1761 die dortige Provinzialschule. Auf Weisung des Vaters studierte er ab 1763 zunächst Jura an der Universität Göttingen. Nach dem Tod seines Vaters 1765 wechselte er allerdings zu Mathematik und Physik. Nach einem gescheiterten Versuch als Mathematiklehrer im Stift Gernrode setzte er ab Winter 1766/67 sein Studium an der Universität Leipzig in den Fächern Jura, Sprachwissenschaften, Mathematik und Physik fort. Daneben nahm er Unterricht im Zeichnen und Malen. 1769 kehrte er nach Jever zurück und war kurze Zeit Hauslehrer in Ovelgönne.
1770 wurde Wolke dann Mitarbeiter von Johann Bernhard Basedow, zunächst an dessen Elementarwerk und als Erzieher seiner Kinder. Ab 1773 wurde er dann Lehrer an dem von Basedow gegründeten Philanthropin in Dessau, einer renommierten Bildungsanstalt. 1776 wurde er zum Professor ernannt. Im gleichen Jahr heiratete er eine nahe Verwandte Basedows, eine geborene Dänin († 1813). Von 1778 bis 1784 war er Leiter des Philanthropins, nachdem Basedow die Leitung bereits 1776 abgegeben hatte.
Im Jahre 1784 erhielt er einen Ruf nach Russland, wo er – in Sankt Petersburg – eine Erziehungsanstalt nach philanthropischen Prinzipien seiner Dessauer Schule ausrichtete. 1801 kehrte er nach Jever zurück und lebte dort als kaiserlich-russischer Hofrat. Nach der Besetzung Jevers durch die Franzosen zog er 1809 zunächst nach Dresden und von dort 1814 nach Berlin.

## Bedeutung und Werk
Wolke war einer der herausragenden Pädagogen der Aufklärung. Er verfasste zahlreiche Schriften zum Erziehungsalltag, bemühte sich um die Rechtschreibung, um das Lesenlernen, um die künftige Jugendliteratur und um die Methodik des Rechnens. Wichtig war ihm auch die geschlechtliche Aufklärung, für die er sich in Abhandlungen einsetzte. Überliefert sind auch seine unterrichtlichen Versuche zur Aufklärung der Kinder im Philanthropin. Durch seine Erfahrungen und Erkenntnisse über die Lernfähigkeit kleinerer Kinder schrieb er in seinen Schriften der Erziehungsarbeit der Mutter einen erheblichen Stellenwert für die kindliche Entwicklung zu und forderte auch für die noch nicht schulpflichtigen Kinder eine umfassende, auch öffentliche Erziehung. Wolke war Erziehungspraktiker. 1777 erfand er eine Lesemaschine. In Dresden war er Mitglied der Freimaurerloge Zum goldenen Apfel.
1805 machte er den Vorschlag, man solle für fünf- bis sechsjährige Kinder "Denklehrzimmer" einrichten, die mit verschiedenen Werkzeugen, mathematischen Messinstrumenten, Anschauungstafeln, geometrischen Figuren und anderen didaktischen Materialien ausgestattet sein sollten. Der Vorschlag wurde nie realisiert; man kann aber heute ein solches Zimmer als Nachbau im Rochow-Museum Reckahn im Schloss Reckahn im brandenburgischen Reckahn sehen. In dem dortigen „Philanthropischen Denklehrzimmer“ (siehe Weblinks) gibt es unter anderem Schubladen und Gucklöcher, die zum Selbstentdecken verleiten sollen. Hier stehen auch Originalmodelle aus der Dessauer Lehrmittelsammlung, die Basedow zur Veranschaulichung von Naturgesetzen eingesetzt hatte.
Neben seiner praktischen Erzieher- und Lehrertätigkeit und seiner schriftstellerischen Arbeit betätigte sich Wolke auch als Sprachwissenschaftler, wobei er die plattdeutsche Sprache und eine vereinfachte Schreibweise (phonetische Orthographie) seine Themenschwerpunkte waren. Er war ein Gegner von Fremdwörtern und setzte sich dafür ein, Wörter mehr der Logik entsprechend zu benutzen, was zum Teil zu eigenwilligen Veränderungen gängiger Wörter und zu Neuschöpfungen führte. Nach Friedrich Kluge war er aber auch der erste, der den Begriff Hochschule als Ersatz für Universität vorschlug.
In seinem Alters- und Ruhesitz Berlin war Wolke Mitglied der Vorgängerorganisation der Berliner Deutschen Gesellschaft, einer Vereinigung von Männern, die sich mit Fragen der deutschen Sprache und Sprachwissenschaften beschäftigte.

## Veröffentlichungen

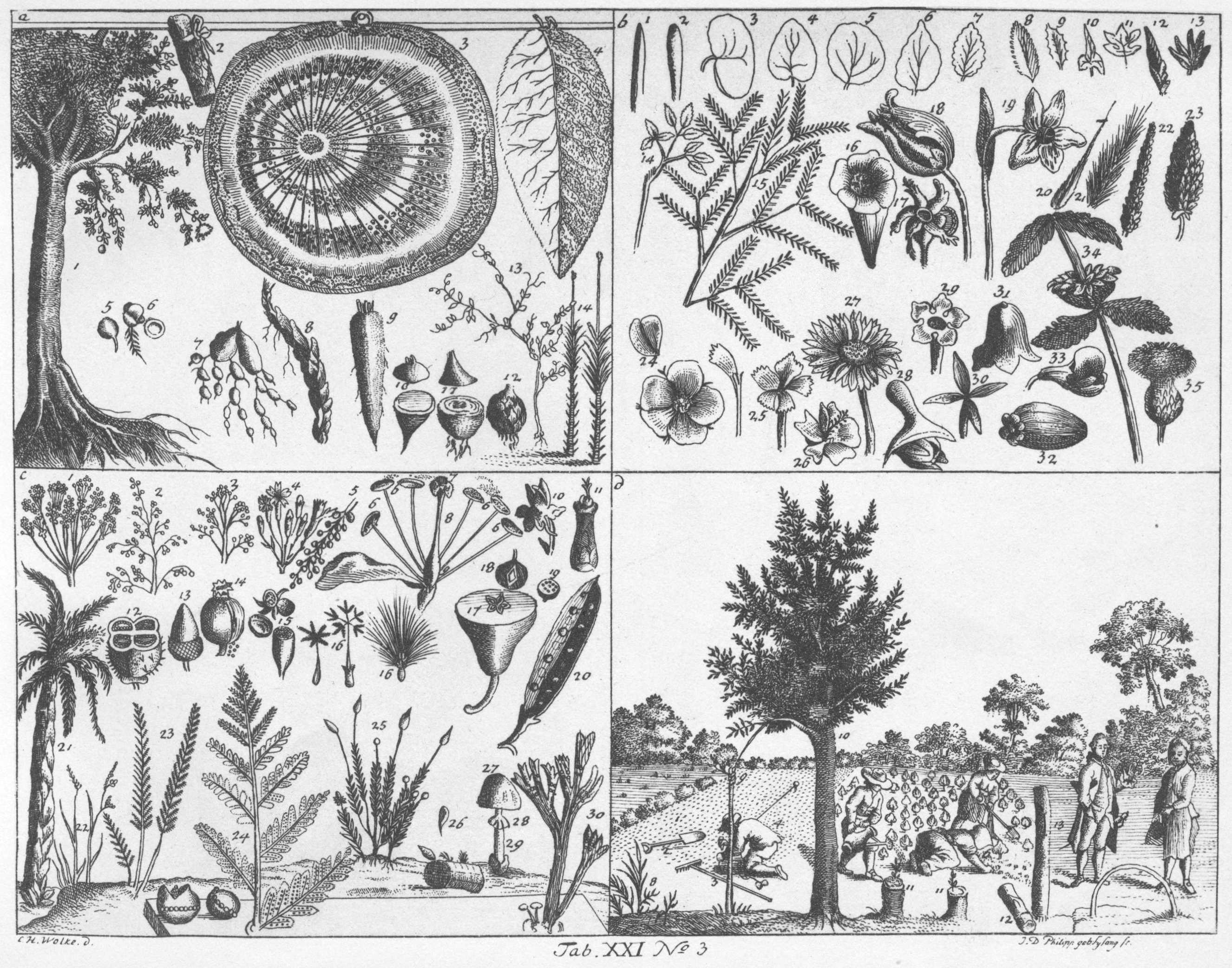
Beispiel einer Elementar-Kupfertafel, die Wolke als Hilfsmittel im Sprachunterricht nutzte

- Beschreibung der 100 von D. Chodowicke gezeichneten Elementar-Kupfer, oder deutlicher Darstell der Wolke'ischen Lehrart zur schnellen Mittheilung der Kenntnisse jeder fremden Sprache, die dem Lehrer bekannt ist. 2 Bände. Crusius, Leipzig 1782. (Digitalisat) (auch in französischer, lateinischer und russischer Übersetzung)
- Das Buch für Anfänger im Lesen und Denken. Brockhaus, Petersburg, 1785. (Digitalisat) (auch in russischer, französischer und lateinischer Sprache erschienen)
- Nachricht von den zu Jever durch die Galvani-Voltaische Gehör-Gebe-Kunst beglükten Taubstummen und von Sprengers Methode sie durch die Voltaische Elektricitet auszuüben. Schulze, Oldenburg, 1802. (Digitalisat)
- Anweisung wie Kinder und Taubstumme one Zeitverlust und auf natūrgemäße Weise zum Verstehen und Sprechen zum Lēsen und Schreiben oder zu Sprāchkentnissen und Begriffen zu bringen sind, mit Hülfsmitteln für Taubstumme, Schwērhörige und Blinde nēbst einigen Sprāch-Aufsätsen. Crusius, Leipzig, 1804. (Digitalisat)
- Düdsge ōr Sassisge Singedigte, Gravsgriften, Leder, singbare Vertelsels un wunderbare Ēventüre sunst nömt Romansen un Balladen mit ener Anwising, dat Hōgdüdsge un dat Düdsge in hël korter Tīd rigtīg ūttosprēken, to lēsen un to sgriven.  Bi C. H. Reclam, Leipsig (Lips), 1804. (Digitalisat)
- Kurze Erziehungslehre oder Anweisung zur körperlichen, verständlichen und sittlichen Erziehung anwendbar für Mütter und Lehrer in den ersten Jahren der Kinder. Voß, Leipzig, 1805. (Digitalisat)
- Anweisung für Mütter und Kinderlehrer, die es sind oder werden können, zur Mittheilung der allerersten Sprachkenntnisse und Begriffe, von der Geburt des Kindes an bis zur Zeit des Lesenlernens. Voß, Leipzig, 1805. (Digitalisat)
- Anleit zur deutschen Gesamtsprache oder zur Erkennung und Berichtigung einiger (zu wenigst 20) tausend Sprachfehler in der hochdeutschen Mundart; nebst dem Mittel, die zahllosen, – […] – Schreibfehler zu vermeiden und zu ersparen, von Christian Hinrich Wolke. Dresden, 1812. (Digitalisat)
- Düdische oder sassische Singedichte, Grabschriften, Lider, singbare Erzehle und wunderbare Ebenteuer, Romansen und Balladen mit einem Anweise, das Hochdeutsche und Düdsche richtig auszusprechen, zu lesen und zu schreiben.  Zweite unveränderte, doch wohlfeilere Ausgabe. In der Maurerischen Buchhandlung, Leipzig und Berlin, 1816. (Digitalisat)
- Anleit zur deutschen Volksprache durch Erkennung und Berichtigung einiger tausend fehlerhaft gebildeten, oder meisnischmundartigen Wórter; nebst den Mitteln, 1) die noch felenden und fremden Ausdrúkke durch echtdeutsche zu ersetsen; 2) alle deutsche Wórter richtig (orthographisch), der geltenden Aussprache und dem Schreibezwek gemàs, zu schreiben. Von Christian Hinrich Wolke. Zweite unveránderte, doch wohlfeilere Ausgabe. Maurer, Leipzig und Berlin, 1816. (Digitalisat)

## Ehrungen
- Der Rat der Stadt Jever hat am 4. April 2019 eine Straße nach Christian Heinrich Wolke benannt.[4]